# 유엔 나이로비 사무국

유엔 나이로비 사무국 (United Nations Office)

유엔 나이로비 사무국은 케냐 수도 나이로비에 위치한 유엔 사무국이다. 카루라 숲 맞은 편의 유엔 거리(나이로비 주재 미국 대사관 건너편)에 위치해 있다.
2004년 11월에 유엔 안보리는 드물게 나이로비에서 회의를 개최했다. 수단 남부와 서부에 대한 문제를 논의했다. 미국의 유엔 대사 존 댄포스가 회의를 요청했다.
건물은 아프리카에 그 종류의 처음으로 지어졌으며, 물을 재생하여 인조 조명에 신뢰를 줄이기 위한 자연적 빛을 이용하고 있다. 추가로, 건물은 공기의 자연적 흐름을 에어콘 대신 쓰는 데 설계되었고, 건물이 소멸되기 쉬운 모든 에너지를 발생하는 태양 전지판을 갖추고 있다. 2011년 3월 31일 반기문 유엔 사무총장과 케냐의 음와이 키바키 대통령에 의하여 개장하였다.
유엔 나이로비 사무국은 매년마다 동아프리카에서 온 학교와 대학의 학생들을 위한 동아프리카 모델 유엔 회의를 주최하고 있다.

## 지정된 특약점

### 나이로비에 본부를 둔 기구
- 유엔 환경 계획
- 유엔 인간 주거 계획

### 나이로비에 지점을 둔 기구
- 식량 농업 기구
- 국제 민간 항공 기구
- 국제 해사 기구
- 국제 통화 기금
- 유엔 개발 계획
- 유엔 난민 고등 판무관 사무소
- 유엔 공업 개발 기구
- 유엔 인구 기금
- 유엔 소말리아 정치 사무소
- 세계 은행
- 세계 보건 기구

## 같이 보기
- 유엔 제네바 사무국
- 유엔 빈 사무국